# .coop

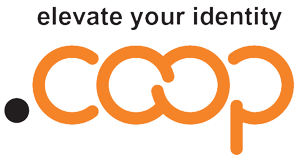
로고

.coop은 인터넷 도메인 네임 시스템의 스폰서 최상위 도메인(sTLD)이다. 이는 협동조합, 협동조합이 전액 출자한 자회사, 협동조합을 홍보하거나 지원하기 위해 존재하는 기타 조직을 사용하기 위한 것이다.
coop TLD는 2000년 말 ICANN이 확장을 통해 7개의 새로운 일반 최상위 도메인을 단계적으로 출시한다고 발표한 것에 대한 대응으로 NCBA(National Cooperative Business Association)에서 제안했다.
이 제안은 국제협동조합연맹(ICA)을 포함한 전 세계의 많은 협동조합과 유사한 무역 단체의 지지를 받았다. coop TLD를 위한 기술 인프라는 영국의 노동자 협동조합 팝텔(Poptel)에 의해 개발되었으며 2002년 1월 30일에 운영되기 시작했다.
도메인의 후원 조직은 NCBA(National Cooperative Business Association)가 전체 지분을 소유한 자회사인 DotCooperation LLC(dotCoop)이다. DotCoeration은 등록 요구 사항 시행을 포함하여 TLD 운영을 담당한다. 2005년에 Midcounties Co-operative는 자회사 단위(Midcounties Co-operative Domains)를 통해 도메인 등록 기관 운영을 맡았다. DynDNS는 2006년에 등록 기관의 유일한 DNS 공급자로 계약되었다.
활성화된 coop 도메인 소유자는 온라인 coop 디렉토리에 자동으로 포함되며 등록자는 정기적인 뉴스레터를 받는다. 등록은 공인된 ICANN 도메인 이름 등록기관 또는 해당 리셀러를 통해 처리된다.
coop 도메인은 전 세계적으로 사용되고 있다. 그러나 많은 협동조합은 글로벌 커뮤니티의 기업으로서 자신을 협동조합 및 기업으로 식별하기 위해 다른 일반 또는 국가 코드 최상위 도메인의 도메인 이름을 유지하기도 한다.

## 같이 보기
- 도메인 네임